# 石田好伸の通勤ラジオ絶好調!
『石田好伸の通勤ラジオ絶好調！』（いしだよしのぶのつうきんラジオぜっこうちょう）は、2006年4月3日から2008年3月31日まで山陽放送運営のRSKラジオで放送されたラジオ番組。
『国司憲一郎のラジオ直球どまん中!』に替わってスタートした平日朝のワイド番組で、毎週月曜 - 金曜 6:55 - 8:45（日本標準時）に放送。

## パーソナリティ
- 石田好伸
- 楢崎房江（月曜 - 金曜[1] → 水曜・木曜・金曜[2]）
- 辻文香（月曜・火曜[2]）